# 魔界医師メフィスト
『魔界医師メフィスト』（まかいいしメフィスト）は、菊地秀行による日本の小説作品、および「魔界都市シリーズ」作品に登場するドクター・メフィストの別名。イラストは、末弥純。2011年8月号から『月刊コミックジーン』で霜月かいりによる漫画作品が隔月連載された。

## 概要
『魔界都市〈新宿〉』、『魔界都市ブルース』など一連の「魔界都市シリーズ」のひとつ。他の魔界都市を舞台とした作品とのクロスオーバー設定が随所に見られる。

## ストーリー
198X年、「魔震」と称される謎の大地震により周囲から隔絶された東京都新宿区は、凶悪な犯罪者や奇怪な怪物が溢れる魔界都市と化す。だが、過酷な環境の中でも、人々は必死にたくましく生きていた。
歌舞伎町に位置する『メフィスト病院』を司る美貌の院長ドクター・メフィスト。医術と魔術に超絶の技量を誇るが、自らの患者以外には極度に冷徹な彼を、住民は畏敬を込めて「魔界医師」と呼んだ。メフィストの元を、今日も奇妙な患者達が訪れる。

## 主な登場人物
ドクター・メフィスト
本作の主人公。通称「魔界医師」。ドクトル・ファウストの弟子。シリーズ初登場は『魔界都市〈新宿〉』。『魔界都市ブルース』、『魔宮バビロン』にも登場しているが、性格・嗜好・衣類設定などが微妙に異なる。新宿区内では常に中立の立場。

## 用語
メフィスト病院
魔界都市〈新宿〉の旧新宿区役所跡に建設された、ドクター・メフィストを院長とする個人病院。内科や外科など通常医療の他に、心霊療法や魔術など〈新宿〉ならではの分野も扱う。

## 既刊

### 小説
（）内は文庫版。挿絵イラストは末弥純。
角川書店より出版。
1. 『魔界医師メフィスト』1988年11月。ISBN 978-4047788046。
（1993年2月、ISBN 978-4041664100）
2. 『魔界医師メフィスト―兄妹鬼』1989年7月。ISBN 978-4047788053。
（1993年3月、ISBN 978-4041664117）
3. 『魔界医師メフィスト―月光鬼譚』1989年12月。ISBN 978-4047788077。
（1994年3月、ISBN 978-4041664124）
4. 『魔界医師メフィスト―暗夜蝶』1990年7月。ISBN 978-4047788084。
（1994年10月、ISBN 978-4041664131）
5. 『魔界医師メフィスト―闇男爵』副題：DARK BARON
『上巻』1991年1月。ISBN 978-4047788091。（1995年6月、ISBN 978-4041664148）
『下巻』1991年8月。ISBN 978-4047788107。（1995年6月、ISBN 978-4041664155）
6. 『魔界医師メフィスト―黒天女』1992年4月。ISBN 978-4047788114。
（1996年8月、ISBN 978-4041664162）
7. 『魔界医師メフィスト―魔女医シビウ』1992年12月。ISBN 978-4047788121。
（1997年1月、ISBN 978-4041664186）

講談社より出版。
1. 『魔界医師メフィスト―黄泉姫』1994年3月。ISBN 978-4061817593。
（1997年4月、ISBN 978-4062634519）
2. 『魔界医師メフィスト―影斬士』1995年9月。ISBN 978-4061818705。
（1998年8月、ISBN 978-4062638463）
3. 『魔界医師メフィスト―海妖美姫』1997年4月。ISBN 978-4061819351。
（2000年5月、ISBN 978-4062649001）
4. 『魔界医師メフィスト―夢盗人』1998年6月。ISBN 978-4061820210。
（2001年6月、ISBN 978-4062731805）
5. 『魔界医師メフィスト―怪屋敷』2000年8月。ISBN 978-4061821088。
（2003年8月、ISBN 978-4062738132）
副題：HAUNTED HOUSE IN〈SHINJUKU〉

祥伝社より出版。
1. 『夜怪公子―ドクター・メフィスト』2005年5月。ISBN 978-4396207984。
2. 『若き魔道士―ドクター・メフィスト』2009年8月。ISBN 978-4396208691。
3. 『ドクター・メフィスト　瑠璃魔殿』2011年5月。ISBN 978-4396208882。
4. 『ドクター・メフィスト 妖獣師ミダイ』2014年2月。ISBN 978-4396210120。
5. 『ドクター・メフィスト　不死鳥街』2015年5月。ISBN 978-4396210212。
6. 『ドクター・メフィスト 消滅の鎧(アーマー)』2017年7月。ISBN 978-4396210342。

### コミック
全てKADOKAWA/メディアファクトリーより出版。全3巻。
1. 2012年9月1日。ASIN B009T4TN7O、ISBN 978-4840144759
2. 2013年10月29日。ASIN B00FS71IJW、ISBN 978-4840150941
3. 2015年5月27日。ASIN B00WJ9BPWM、ISBN 978-4040675039